# تلنغانة
تِلَنْكَانَة أو تِلَنْغَانَة (بالهندستانية: ) ولاية هندية تقع هضبة الدكن في الجزء الجنوبي الأوسط من شبه الجزيرة الهندية، عاصمتها مدينة حيدر آباد. يحيط بولاية تلنكانة من الشمال ولاية مهاراشترة وجتسغار ومن الغرب ولاية كرناتك ومن الجنوب والشرق ولاية أندرا برديش. هي الولاية الحادية عشرة حسب المساحة والثانية عشرة الأكثر حسب السكان بين ولايات الهند. أنشئت الولاية في 2 يونيو 2014 عبر فصل الجزء الشمالي الغربي من ولاية أندرا برديش. تعد اللغة التيلوغوية، إحدى اللغات الكلاسيكية في الهند، اللغة الرسمية واللغة الأكثر انتشارًا في الولاية.
يُعد اقتصاد تلنكانة تاسع أكبر اقتصاد في الهند فبلغ الناتج المحلي الإجمالي للولاية 9,572,071 مليون روبية (ما يعادل 11 تريليون روبية أو 130 مليار دولار أمريكي في عام 2023) ويبلغ نصيب الفرد من الناتج المحلي الإجمالي 320٬000 روبية هندية (5٬300 دولار أمريكي). يبلغ مؤشر التمية البشرية بها 0.705 في عامي 2017-2018.
الولاية نقطة محورية رئيسية لشركات برمجيات تقانة المعلومات والصناعة وقطاع الخدمات. كما تُعتبر الولاية المركز الإداري الرئيسي للعديد من مختبرات الدفاع والفضاء والأبحاث الهندية مثل بهارات ديناميكس المحدودة ومختبر أبحاث المعادن الدفاعية ومنظمة البحث والتطوير الدفاعي ومختبر البحث.

## التسمية
يُعتقد أن كلمة "تلنكانة" مشتقة من "تريلينجا ديشا" (تعني "أرض الثلاث لينغام") نسبةً إلى ثلاثة معابد شيفاوية رئيسية في المنطقة: كاليشوارام (تلنكانة الحالية) وسريسيلام ودراكشاراما (أندرا براديش الحالية.) ذكر عالم التاريخ جايادير تيرمالا راو أن اسم تلنكانة مشتق من "تيلانغاد" التي تعني "الجنوب" في الغوندية، وأن الاسم ذكر في نص غوندي قديم عمره حوالي 2000 عام. كما يُذكر أن كبير وزراء دلهي مالك مقبول لُقب بتلنغاني وذلك في عهد فيروز شاه تغلق.
تحورت كلمة "Telinga" لتصبح "Telangana"، وأُطلق اسم "Telangana" للدلالة على المنطقة التي يتحدث بها اللغة التيلوغوية في ولاية حيدر أباد السابقة مميزةً إياها عن منطقة Marathwada التي يتحدث سكانها اللغة المراثية.

## التاريخ
عبر العصور القديمة والوسطى،
حكمت عدة إمبراطوريات هندية الولاية مثل الإمبراطورية الماورية وساتافاهانا وVishnukundinas وسلالة تشالوكيا الحاكمة وسلالة تشولا الحاكمة وسلالة راشتراكوتا وسلالة كاكاتيا وسلطنة دلهي والبهمنيون وغولكوندا في العصور القديمة الوسطى. حكمت سلطنة مغول الهند ونظام حيدر أباد المنطقة بين القرنين السابع عشر والتاسع عشر. تنازل النظام عن منطقة السيركار الشمالية (أندرا الساحلية) والمقاطعات المتنازل عنها (رايالسيما) إلى الهند البريطانية بموجب تحالف فرعي في عام 1823.
ضمت الهند نظام حيدر آباد لها بعد عملية بولو في عام 1948 إثر عملية للشرطة. حلت الولاية في عام 1956 ودمجت منطقة تلنكانة الناطقة بالتيلوغوية مع ولاية أندرا لتشكيل ولاية أندرا برديش. انطلقت حركة يقودها الفلاحون تدعو للانفصال عن ولاية أندرا براديش منذ أوائل الخمسينيات واستمرت حتى أصبحت تلنكانة ولاية رسمية في 2 يونيو 2014.

### التاريخ القديم
كانت سلالة ساتافاهانا الحاكمة للمنطقة من عام 230 قبل الميلاد حتى عام 220 ميلادي. تأسست السلالة في الأراضي الممتدة بين نهري جودافاري وكريشنا وكانت أمارافاثي ودارانيكوتا من مراكزها الرئيسية. تعاقب على حكم المنطقة بعدها سلالات متنوعة مثل الفاكاتاكا والفيشنوكوندينا وتشالوكيا والراشتراكوتا والتشالوكيا الغربية.

### العصور الوسطى

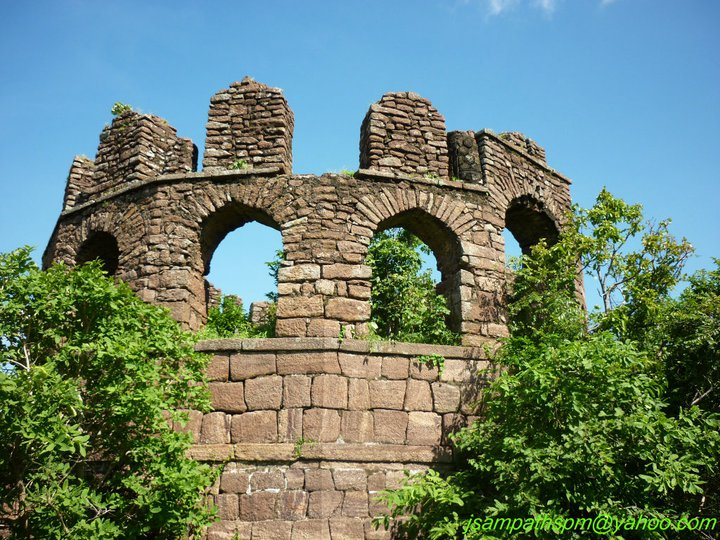
أطلال حصن راماجيري في بيغامبت في منطقة بيدابالي وهو حصن قديم بنته سلالة ساثافاهانا.

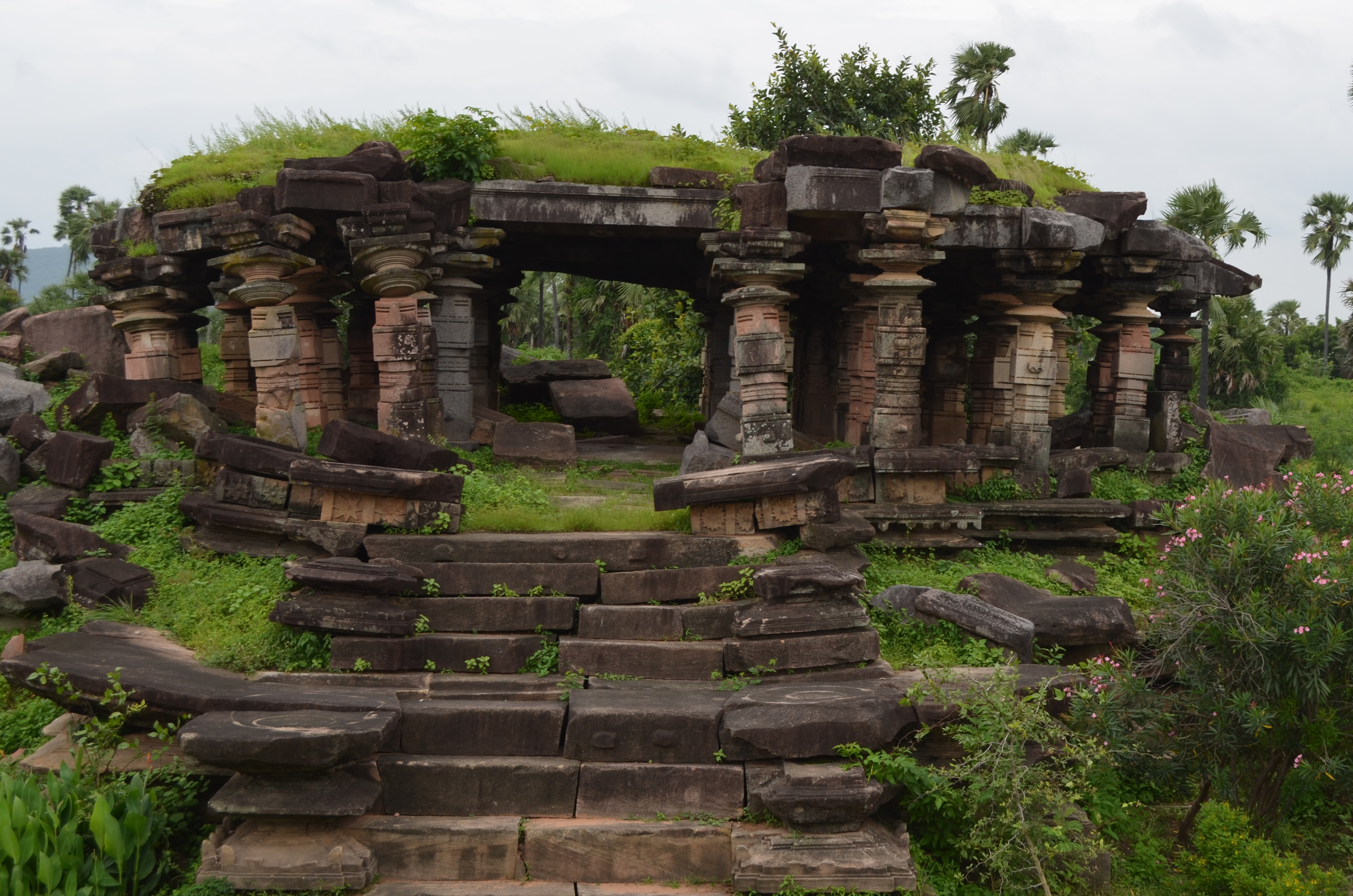
كوتا جول وهو معبد في غانبور بنته سلالة كاكاتيا في القرن الثاني عشر.

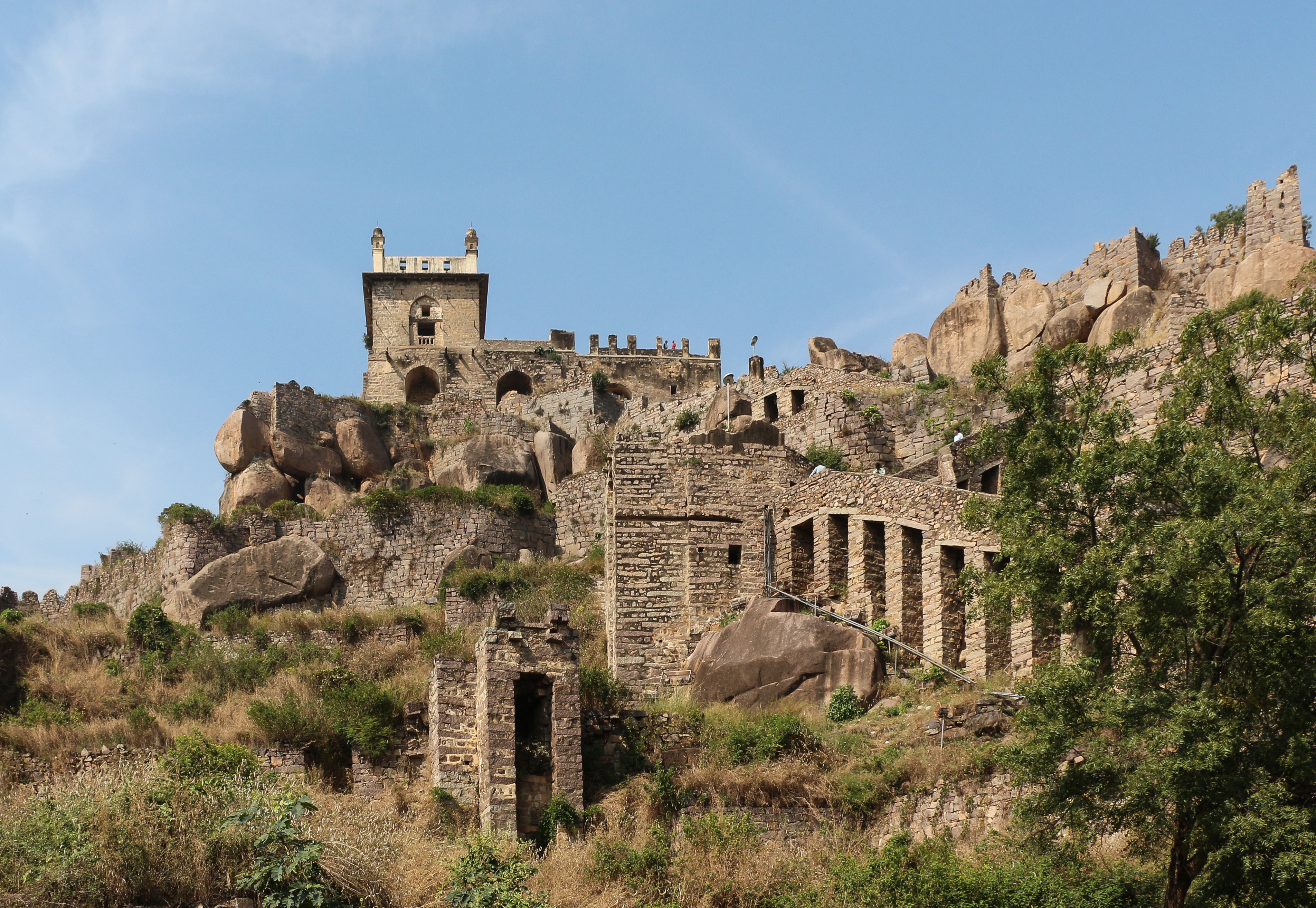
قلعة غولكوندا

ازدهت تلنكانة تحت حكم سلالة كاكاتيا التي حكمت معظم ولاية أندرا برديش وتلنكانة الحالية من عام 1083 إلى 1323 م. ومن أبرز سكان السلالة رودراما ديفي وبراتابارودرا الثاني كانا. ضعفت السلالة بعد هجوم مالك كافور عليها في عام 1309 وسقطت الولاية بعدما هزمت قوات محمد تغلق ملك السلالة براتابارودرا في عام 1323.

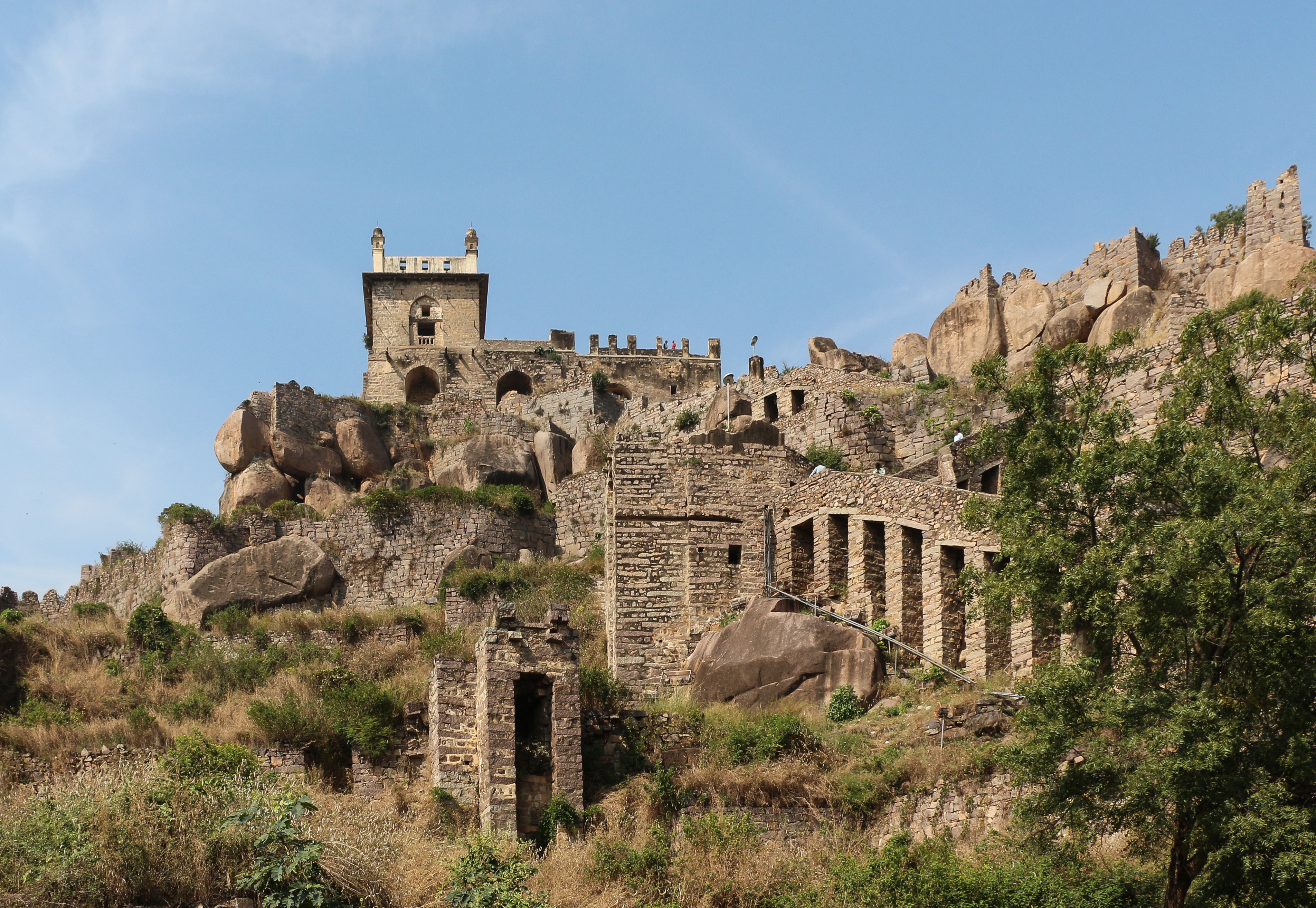
قلعة غولكوندا

حكمت سلطنة دلهي المنطقة في القرن الرابع عشر ثم تبعها البهمنيون. ثار قولي قطب ملك حاكم غولكوندا على السلطنة وأسس سلالة قطب شاهي في عام 1518. سقطت سلطنة غولكوندا تحت حكم السلطان المغولي أورنكزيب في 21 سبتمبر 1687 بعد حصاره لقلعة غولكوندا لمدة عام. ازدهرت صناعة نسيج القطة في أوائل القرن السابع عشر، فكان ينتج بها القطن للسوق المحلية والتصدير وكذلك تصنع أقمشة عادية وذات نقوش عالية الجودة من الشاش والكاليكو.
عين السلطان معين الدين فرخ سير قمر الدين حاكمًا للدكن في عام 1712، تبعه ذلك مبارز خان. هزم قمر الدين مبارز خان في عام 1724 واستعادة حكم الدكن وأعلن استقلالها عن سلطنة المغول. ولقب نفسه بآصف جاه وأسس سلالة آصف جاهي. أُطلق على المنطقة اسم حيدر أباد وحمل الحكام اللاحقون لقب نظام الملك. خاض نظام حيدر أباد عدة حروب مع إمبراطورية الماراثا وبعد عدة هزائم دخل تحت جناح الإمبراطورية ودفع لها الجزية سنويًا. وكانت مناطق Medak وWarangal في تلنكانة الحالية جزءًا من إمبراطورية المارثا.
توفي آصف جاه الأول في عام 1748 وبعد موته تحارب أبناءه على العرش فاستغلت الدول المجاورة الطموحة والقوى الاستعمارية الأجنبية هذا الصراع. ف أصبحت حيدر أباد العاصمة الرسمية للدولة في عام 1769. وقع ناصر الدولة آصف جاہ الرابع معاهدة تحالف فرعية مع البريطانيين في عام 1799 وبموجبها فقدت الدولة السيطرة على الدفاع والشؤون الخارجية للدولة. وبذلك أصبحت ولاية حيدر أباد إمارة تابعة للرئاسات والمقاطعات البريطانية في الهند.
قتلت الفيضانات العارمة في عام 1787 أكثر من 20,000 شخص مما تسبب في انتشار الطاعون الذي أودى بحياة حوالي 10,656,000 شخص في الولاية الحالية.

### التاريخ الحديث
استقلت الهند عن الإمبراطورية البريطانية في عام 1947، لكن وقتها رغب نظام حيدر أباد الاستقلال وعدم الانضمام إلى الاتحاد الهندي. قامت حكومة الهند بضم ولاية حيدر أباد في 17 سبتمبر 1948 بعد عملية عسكرية سميت بعملية بولو.
وقع بدولة حيدر آباد تمرد من 1946 إلى 1951 وهي ثورة فلاحين شيوعية بقيادة الحزب الشيوعي الهندي. بدأت الثورة في منطقة نالغوندا ضد الإقطاعيين من طبقات الريدي والفيلاما ثم انتشرت إلى مقاطعتي وارانجال وبيدار. ثار الفلاحون والمزارعون والعمال ضد الإقطاعيين المحليين (الجاكير والدشموكس) وثم ضد نظام عثمان علي خان. وانتهت الحركة بعد أن قامت حكومة الهند بعملية بولو. اعتبارًا من عام 1951، اتخذ الحزب الشيوعي الهندي بعد عام 1951 استراتيجية أكثر اعتدالًا تهدف إلى تحقيق الشيوعية في الهند ضمن إطار الديمقراطية الهندية.
عين م. ك. فيلودي أول رئيس وزراء لولاية حيدر أباد في 26 يناير 1950 وأدار الولاية بمساعدة بيروقراطيين تلقوا تعليمهم باللغة الإنجليزية من ولايتي مدراس وبومباي. وقد غيرت اللغة الرسمية للولاية من الأردية إلى الإنجليزية. انتخب الدكتور بورغولا راماكريشنا راو رئيس وزراء ولاية حيدر أباد في أول انتخابات ديمقراطية للولاية في عام 1952. في تلك الفترة كان هناك تحريض عنيف من بعض سكان تلنكانة لإعادة بيروقراطيي ولاية مدراس وحكم السكان الأصليين لحيدر أباد. ثم انتخب سيد علم شرجيل رئيسًا لوزراء حيدر أباد لمدة عام واحد بعد استقالة الدكتور بورغولا راماكريشنا راو من المنصب.
تأسست لجنة إعادة تنظيم الولايات (SRC) بهدف إعادة تشكيل الولايات على أساس لغوي في ديسمبر 1953. توصل قادة تلنكانة ولاية أندرا إلى اتفاق للإندماج في 20 فبراير 1956 مع التزام بحماية مصالح تلنكانة، إثر هذا الاتفاق أنشأت الحكومة المركزية ولاية أندرا برديش الموحدة في 1 نوفمبر 1956.
شهدت تلك الفترة أيضا عدة حركات تطالب بإلغاء اندماج تلنكانة وأندرا أبرزها في أعوام 1969 و1972 و2009. اكتسبت الحركة من أجل إقامة ولاية تلنكانة الجديدة زخمًا بقيادة Kalvakuntla Chandrashekhar Rao من حزب بهارات رشترا ساميثي وانضمت إليه لاحقًا لجنة العمل السياسي المشترك في تلنكانة التي تضم القيادات السياسية من منطقة تلنكانة. أعلنت حكومة الهند في ديسمبر 2009 عن بدء عملية تشكيل ولاية تلنكانة. أثار هذا الإعلان احتجاجات عنيفة في مناطق أندرا الساحلية ورايالسيما فعلق القرار في 23 ديسمبر 2009.
استمرت الحركة في حيدر أباد ومناطق أخرى من تلنكانة. كانت هناك المئات من حالات الانتحار المزعومة والإضرابات والاحتجاجات والاضطرابات في الحياة العامة للمطالبة بإقامة دولة منفصلة.
أصدرت لجنة عمل المؤتمر قرارًا بالإجماع يوصي بتشكيل ولاية تلنكانة المنفصلة في 20 يوليو 2013. قُدم مشروع القانون إلى برلمان الهند في فبراير 2014. وافق برلمان الهند على قانون إعادة تنظيم ولاية أندرا براديش لعام 2014 في فبراير 2014، لتشكيل ولاية تلنكانة التي تشمل عشر مناطق من شمال غرب ولاية أندرا برديش. وافق الرئيس على مشروع القانون ونُشر في الجريدة الرسمية في 1 مارس 2014.
أعلن عن تشكيل ولاية تلنكانة رسميًا في 2 يونيو 2014. وقد انتخب كالفاكونتلا شاندراشيكار راو أول رئيس وزراء لها عقب الانتخابات التي فاز فيها حزب بهارات رشترا ساميثي بالأغلبية. ستظل حيدر أباد العاصمة المشتركة لكل من تلنكانة وأندرا براديش لعقد من الزمن، ستكون حيدر أباد عاصمة ولاية تلنكانة، وستختار ولاية أندرا برديش عاصمة جديدة لها. اختارت ولاية أندرا براديش مدينة أمارافاتي عاصمة لها ونقلت إليها أمانتها في عام 2016 ومجلسها التشريعي في عام 2017.

## الجغرافيا

خريطة الولاية

تقع تلنكانة في هضبة الدكن في وسط شرق شبه الجزيرة الهندية وتبلغ مساحتها 112,077 كيلومتر مربع (43,273 ميل2). يوجد في الولاية حوالي 79% من حوض نهر جودافاري وحوالي 69% من حوض نهر كريشنا، وعدة أنهار صغيرة مثل مانير ومانجيرا وموسي وتونغابهادرا، لكن أغلب أراضيها قاحلة.
يتراوح معدل الأمطار السنوي من 900 إلى 1500 ملم في شمال تلنكانة ومن 700 إلى 900 ملم في جنوبها وذلك بسبب الرياح الموسمية الجنوبية الغربية. تتنوع التربة في تلنكانة بين الطميية الرملية الحمراء والرمال الطينية الحمراء والتربة المتأثرة بالملوحة والتربة الغرينية والتربة السوداء الضحلة إلى المتوسطة والتربة السوداء جدًا مما يسمح بزراعة مجموعة متنوعة من الفواكه والخضروات مثل المانجو والبرتقال وجوز الهند وقصب السكر والأرز والموز ومحاصيل الزهور.

### المناخ
تلنكانة هي منطقة شبه قاحلة ذات مناخ حار وجاف في الغالب. يبدأ الصيف في مارسيبلغ ذروته في منتصف أبريل بمتوسط درجات حرارة في نطاق 37–38 °م (99–100 °ف). يبدأ موسم الرياح الموسمية في يونيو ويستمر حتى أواخر سبتمبر بمتوسط حوالي 755 ملم (29.7 بوصة) من الأمطار. يبدأ الشتاء الجاف والمعتدل في أواخر نوفمبر ويستمر حتى أوائل فبراير وتهطل فيه القليل من الأمطار.

### البيئة
تشغل الغابات الجافة المتساقطة في هضبة الدكن الوسطى مساحة واسعة من الولاية. أُزيل أكثر من 80٪ من الغطاء النباتي الأصلي للولاية لأاجل زراعة الأراضي واستخراج الأخشاب أو الرعي، لكن هناك غابات كبيرة موجودة في محمية نجارجونساجار سريسيلام للنمور ومناطق أخرى.
يوجد بالولاة ظاهرة البساتين المقدسة وهي غابات صغيرة يحافظ عليها السكان المحليون وتعتبر ملاذًا للنباتات الأصلية. بعض هذه البساتين مدرج ضمن مناطق محمية أخرى مثل بستان كاداليفانام في محمية نجارجونساجار سريسيلام للنمور. يوجد في تلنكانة 65 بستانًا مقدسًا - اثنان في منطقة عادل أباد وثلاثة عشر في منطقة حيدر أباد وأربعة في منطقة كريمنجر وأربعة في منطقة خمام وتسعة في منطقة محبوبناغار وأربعة في منطقة ميداك وتسعة في منطقة نالغوندا وعشرة في منطقة رانجا ريدي وثلاثة في منطقة وارانجال.

## السكان
الدين في تلنغانة (2011)
شكل الهندوس حولي 85.1٪ من سكان الولاية، يليهم المسلمون 12.7٪ ثم المسيحيون 1.3٪ في تعداد 2011.

### اللغات
لغات تلنغانة (2011)
التيلوغوية هي واحدة من اللغات الكلاسيكية في الهند وهي اللغة الرسمية لولاية تلنكانة ,الأردية هي اللغة الرسمية الثانية للولاية. حوالي 75% من سكان تلنكانة يتحدثون التيلوغوية و12% يتحدثون الأردية. قبل عام 1948، كانت الأردية هي اللغة الرسمية لولاية حيدر أباد قبل عام 1948 وكانت لغة النخبة المتعلمة نظرًا لنقص المؤسسات التعليمية التيلوغوية.
أصبحت التيلوغوية لغة الحكومة بعد عام 1948 بعدما أدخلت ولاية حيدر أباد إلى جمهورية الهند، وأصبحت لغة التعليم في المدارس والكليات مع هذا الوضع تراجع استخدام الأردية بين غير مسلمي حيد آباد. تُستخدم اللغتان في خدمات الولاية وكذلك في موقع السلطة التشريعية في تيلانغانا وكذلك في مترو حيدر أباد فتُستخدم اللغتان في أسماء المحطات والإشارات مع الإنجليزية والهندية. الأردية المستخدمة في الولاية تُعرف بأردية حيدر أباد وهي لهجة من لهجات الأردية الداخنية في جنوب الهند. على أن معظم مسلمي حيدر أباد يتحدثون بها إلا أنها قد تراجعت أدبيًا وتستخدم الآن الأردية القياسية.
تُتحدث الهندية بشكل أساسي في حيدر أباد وبعض المناطق الحضرية الأخرى مثل وارانجال. تُتحدث لغة لامبادي، المشابهة للهجات راجاستان، في الولاية. يتحدث باللغة المراثية في المناطق المجاورة لولاية مهاراشترة خصوصًا في منطقة عادل أباد القديمة ويتحدث ياللغة الكنادية أقليات كبيرة على طول الحدود مع كرناتك. يوجد في منطقة عادل أباد القديمة عدد كبير من المتحدثين باللغات القبلية مثل الغوندي والكولامي وكذلك الكويا التي يتحدث بها الكثيرون في منطقة بهارادي كوثاجوديم وعلى طول حدود جتسغار.

### معدل القراءة والكتابة
بلغ معدل الإلمام بالقراءة والكتابة في تلنكانة 66.46٪ في تعداد عام 2011. وكانت نسبة الإلمام بالقراءة والكتابة بين الذكور 74.95٪ بينما بلغت بين الإناث 57.92٪. سجلت منطقة حيدر أباد أعلى معدل بنسبة 80.96٪ وسجلت منطقة ماهابوبناغار أدنى معدل بنسبة 56.06٪.
بلغ معدل الإلمام بالقراءة والكتابة في تلنكانة 72.8٪ في تقرير صادر عن وزارة الإحصاء وتنفيذ البرامج في عام 2019، وهو رابع أدنى معدل بين الولايات الكبرى. وسجلت الولاية ثاني أدنى معدل للإلمام بالقراءة والكتابة بين النساء في المناطق الريفية بنسبة 53.7٪. وحصل 37.1٪ من السكان في الفئة العمرية من 3 إلى 35 عامًا على تعليم مجاني في مستويات ما قبل الابتدائي وما فوق في تلنكانة.

## التقسيمات الإدارية

تلنكانة في وقت التشكيل في 2 يونيو 2014.

تتألف الولاية من 33 مقاطعة. وقد أنشئت منطقتين جديدتين مولوغو ونارايانبيت في 17 فبراير 2019. تُقسم المقاطعات إلى 70 قسمًا للإيرادات وتُقسم هي أيضا إلى 584 مندال. يوجد في الولاية 10,909 قرى إيرادات و12,769 غرام بانشايات.
مناطق الولاية هي:
| المناطق                 | المقر        | المناطق قبل عام 2019        |
| ----------------------- | ------------ | --------------------------- |
| Adilabad                | عادل أباد    |                             |
| Bhadradri Kothagudem    | Kothagudem   | Khammam                     |
| Hanumakonda             | Hanumakonda  | Warangal, Karimnagar        |
| Hyderabad               | حيدر آباد    |                             |
| Jagitial                | Jagitial     | Karimnagar                  |
| Jangaon                 | Jangaon      | Warangal, Nalgonda          |
| Jayashankar Bhupalpally | Bhupalpally  | Warangal, Karimnagar        |
| Jogulamba Gadwal        | Gadwal       | Mahabubnagar                |
| Kamareddy               | Kamareddy    | Nizamabad                   |
| Karimnagar              | كريم نجر     |                             |
| Khammam                 | خامام        |                             |
| Kumuram Bheem           | Asifabad     | Adilabad                    |
| Mahabubabad             | Mahabubabad  | Warangal, Khammam           |
| Mahbubnagar             | محبوب نجر    |                             |
| Mancherial              | Mancherial   | Adilabad                    |
| Medak                   | ميداك        |                             |
| Medchal–Malkajgiri      | Shamirpet    | رانجاردي                    |
| Mulugu                  | Mulugu       | Warangal                    |
| Nagarkurnool            | Nagarkurnool | Mahabubnagar                |
| Nalgonda                | نالجوندا     |                             |
| Narayanpet              | Narayanpet   | Mahabubnagar                |
| Nirmal                  | Nirmal       | Adilabad                    |
| Nizamabad               | نظام أباد    |                             |
| Peddapalli              | Peddapalli   | Karimnagar                  |
| Rajanna Sircilla        | Sircilla     | Karimnagar                  |
| رانجاردي                | Shamshabad   | رانجاردي                    |
| Sangareddy              | Sangareddy   | Medak                       |
| Siddipet                | Siddipet     | Medak, Karimnagar, Warangal |
| Suryapet                | Suryapet     | Nalgonda                    |
| Vikarabad               | Vikarabad    | رانجاردي                    |
| Wanaparthy              | Wanaparthy   | Mahabubnagar                |
| Warangal                | ورنجل        |                             |
| Yadadri Bhuvanagiri     | Bhongir      | Nalgonda                    |

## الاقتصاد

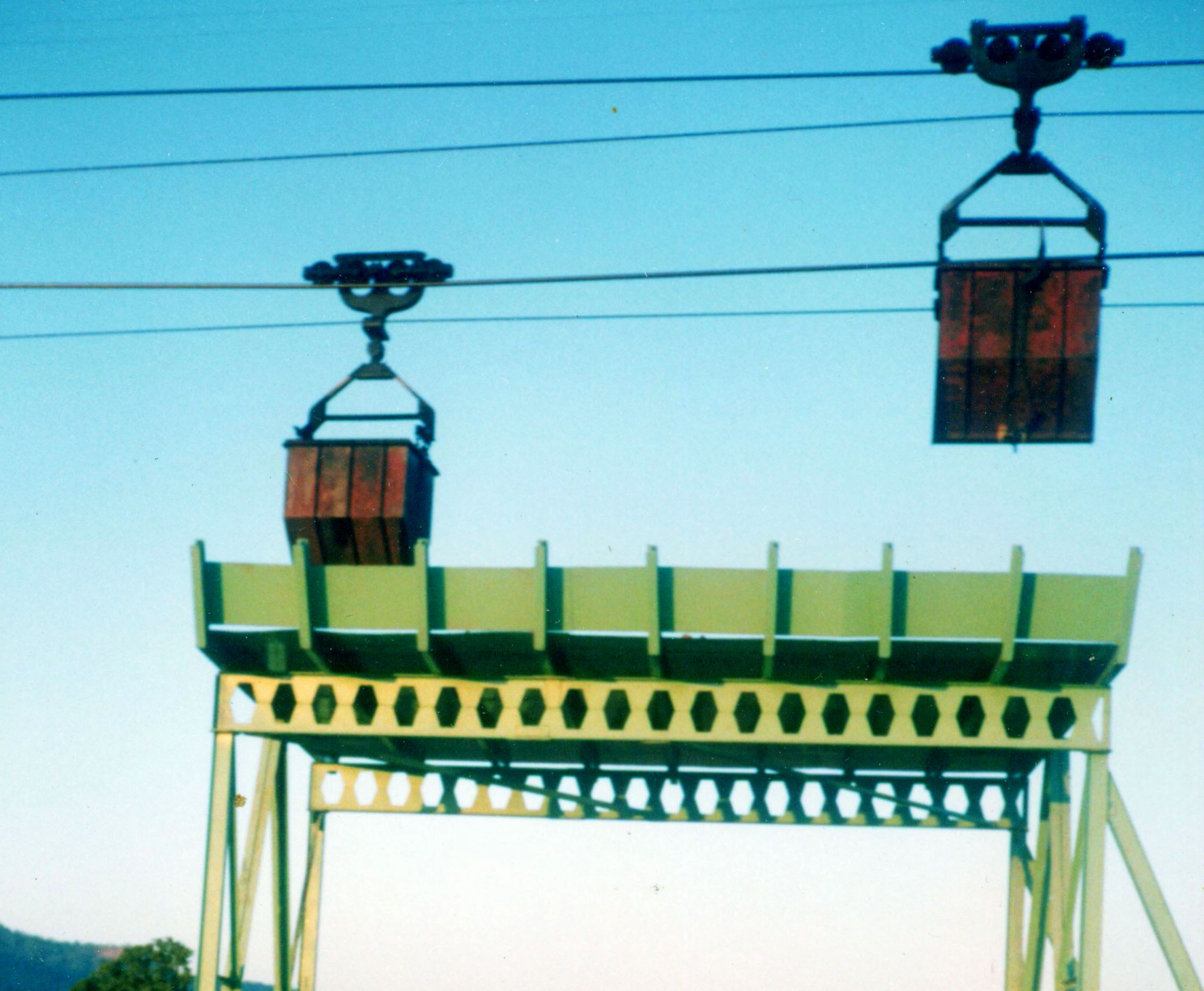
تلفريك مناولة الفحم بالقرب من مانوجورو، منطقة بهادرادري كوثاجودم.

كذلك، بدأت الولاية في التركيز على قطاعات تكنولوجيا المعلومات والتكنولوجيا الحيوية. تلنكانة تعد من أكبر الولايات المصدرة لتكنولوجيا المعلومات في الهند، وتضم 68 منطقة اقتصادية خاصة.
تلنكانة تتمتع بثروة من المعادن، بما في ذلك احتياطيات الفحم في شركة Singareni Collieries.

### الزراعة

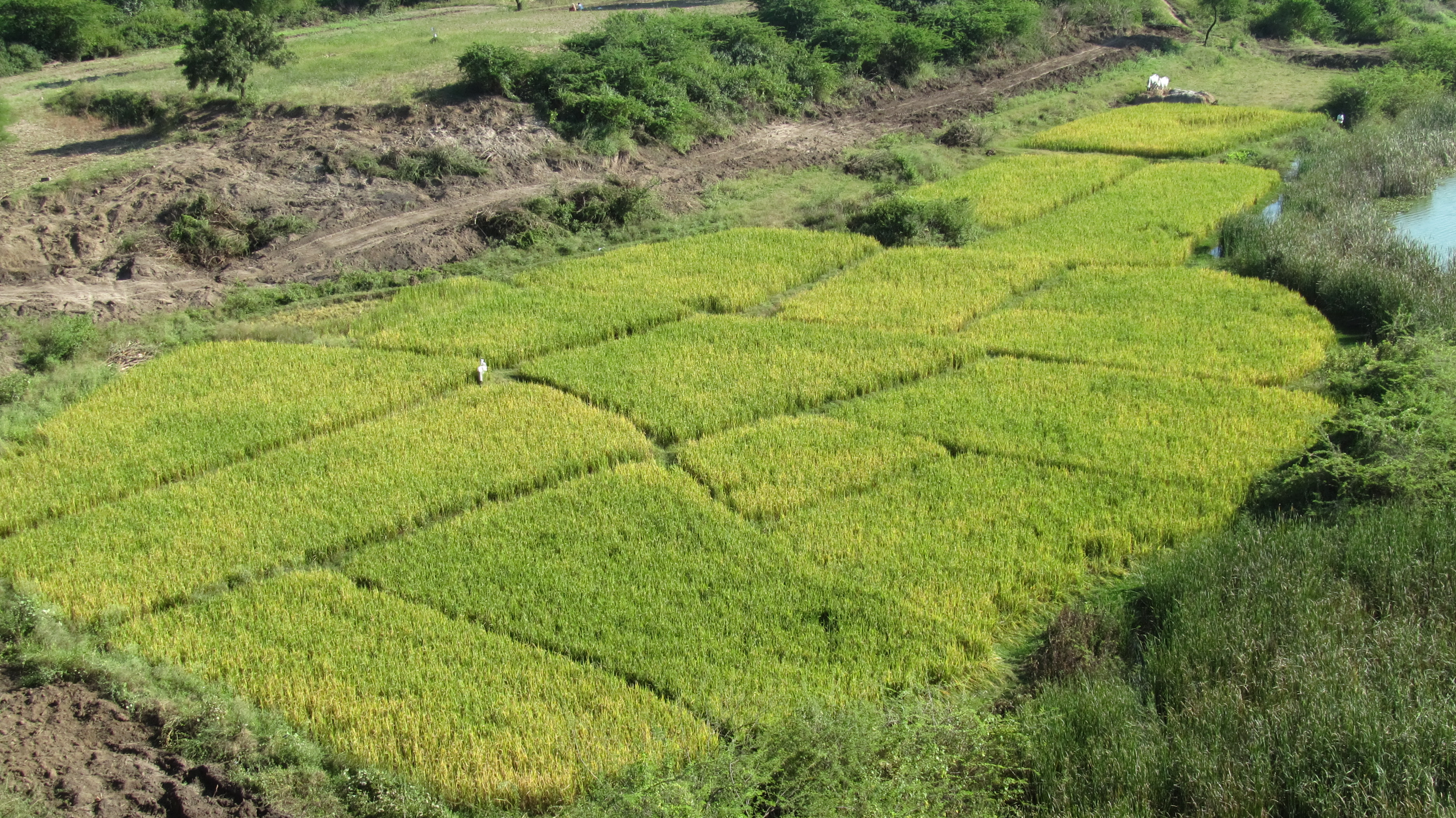
حقول الأرز في منطقة وارانجال

الأرز يُعد المحصول الغذائي الرئيس والغذاء الرئيسي للولاية. المحاصيل الهامة الأخرى الذرة والتبغ والمانجو والقطن وقصب السكر. الزراعة هي المصدر الأساسي للدخل في اقتصاد الولاية. نهرا جودافاري وكريشنا هما أهم الأنهار بها وهناك أنهار صغيرة مثل تونغا بادرا وبيما وديندي وكينيراساني ومانجيرا ومانير وبينجانجا براناهيثا وبيدافاجو وتاليبيرو. يجري تطوير العديد من مشاريع الري متعددة الولايات منها مشاريع الري في حوض نهر جودافاري وسد ناغارجونا ساجار أحد أعلى السدود في العالم.
أثار عالم الأنثروبولوجيا البيئية أندرو فلاكس مخاوف بشأن الضغوط المالية والاجتماعية التي يعاني منها صغار مزارعي القطن في تلنكانة بعد إجراء البحوث الإثنوغرافية في المنطقة في عام 2019. أغلب القطن المزروع الآن بذور القطن المعدلة وراثيًا التي ينتجها القطاع الخاص، رافق خصخصة البذور في الأسواق السابقة العامة استخدام المبيدات الحشرية والأسمدة والاستشارات ومبيدات الأعشاب اللازمة لإدارة الزراعات الأحادية الجديدة مما أثر سلبًا على المعرفة البيئية للمزارعين بشأن خيارات البذور وإدارة نباتات القطن.
يواجه مزارعو القطن في تلنكانة خطر الديون والانتحار بسبب الضغوطات الزراعية كالائتمان غير الموثوق ومشكلات الآفات وعدم اليقين في الإدارة الزراعية. يرى فلاكس أن اختيار البذور والترشيد في الاختيار هما عنصران حاسمان في الاقتصاد السياسي للزراعة فيعتبر اختيار البذور "القرار الأولي الذي يتخذه مزارعو القطن ولا يمكن التراجع عنه". وجد فلاكس في بحثه أن خيارات البذور لدى المزارعين تتأثر بخيارات جيرانهم أو ملاك الأراضي الأغنياء. يلجأ المزارعون أيضاً للحصول على نصائح من خبراء خارجيين مثل مديري متاجر المبيدات ومستشاري الإرشاد الجامعي. لا يمكن إجراء تحليل موضوعي للتكاليف والفوائد نظراً لغموضها بسبب تباين عوامل الطقس والآفات وعدم وجود معيار موثوق به لدى المزارعين لتحديد ما يعتبر عائداً جيداً للقطن.

### الصناعة

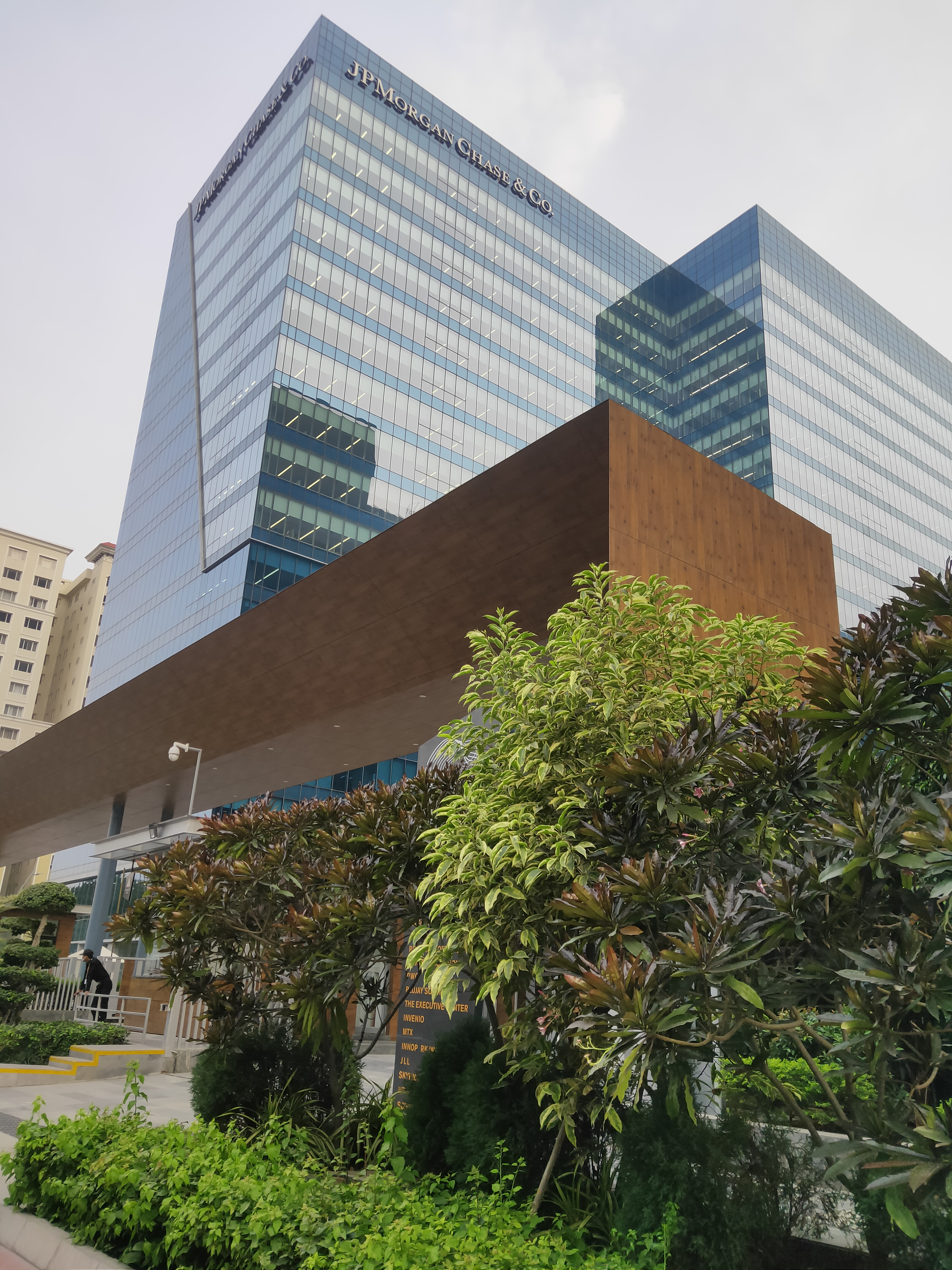
جي بي مورغان تشيس آند كو تاور

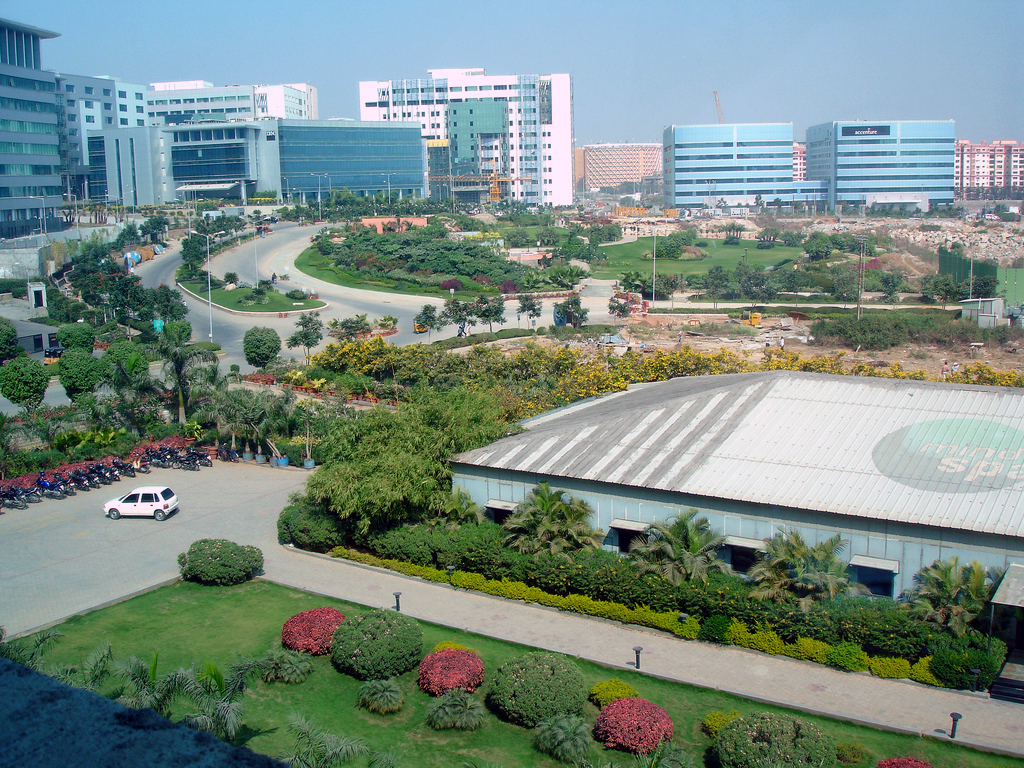
مدينة هايتك هي مركز رئيسي لتكنولوجيا المعلومات في حيدر أباد

توجد الصناعات التحويلية والخدمية بالأساس حول حيدر أباد. وتعد صناعات السيارات ومكوناتها والتوابل والمناجم والمعادن والمنسوجات والملابس والأدوية والبستنة وتربية الدواجن القطاعات الرئيسية في تلنكانة. هناك 68 منطقة اقتصادية خاصة في الولاية.
تُعرف حيدر أباد أيضًا بـ"Cyberabad" نظرًا لتمركز صناعات البرمجيات الهامة فيها. وقد أسهمت قبل الانفصال (عن أندرا برديش) بنسبة 10٪ من صادرات الهند و98٪ من صادرات ولاية أندرا برديش في قطاعي تكنولوجيا المعلومات في عام 2013. تعزز حيدر آباد مكانة تلنكانة في مجال تكنولوجيا المعلومات على مستوى الهند، ويعتمد على المدينة من هذا الجانب وأيضا مدن ورنجل وكريم نجر وخمام.
يوجد في حيدر أباد منظمات غير ربحية للرعاية الصحية مثل جمعية القلب الهندية وهي منظمة غير حكومية متخصصة في أمراض القلب والأوعية الدموية.
أعلن الدكتور سريدهار بابو وزير تكنولوجيا المعلومات بالتعاون مع نائب رئيس الوزراء مالو بهاتي فيكراماركا والرئيس التنفيذي لمجموعة بولسوس جيديلا سرينوبابو في المؤتمر الصيدلاني الهندي الثالث والسبعين عن إنشاء مركز تكنولوجيا المعلومات للرعاية الصحية الصيدلانية المعتمد على الذكاء الاصطناعي بالولاية. تهدف هذه المبادرة إلى تعزيز المهارات المرتبطة بالذكاء الاصطناعي وخلق 10,000 وظيفة مباشرة و40,000 وظيفة غير مباشرة في تلنكانة.

### السياحة

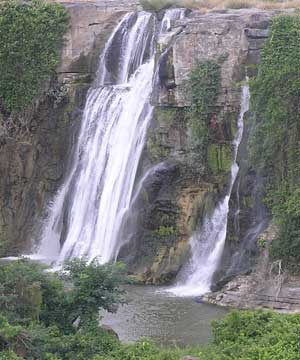
شلال كونتالا

شركة تلنكانة للتنمية السياحية (TGTDC) هي وكالة حكومية حكومية تروج للسياحة في تلنكانة. يوجد في تلنكانة العديد مجموعة متنوعة من مناطق الجذب السياحي مثل الأماكن التاريخية والآثار والحصون والشلالات والغابات والمعابد.
من معالم الجذب الشلالات وأشهرها شلال كونتالا (45 مترا (148 قدما) في كونتالا منطقة عادل أباد، وشلال بوجاثا في كويافيرابورام جي، وزيدو ماندال، منطقة جاياشانكار بوبالبالي، وشلالات سافاتولا جاندام في منطقة عادل آباد.
من بعض الوجهات المسيحية بالولاية أبرشية دورناكال التابعة لكنيسة جنوب الهند وكنيسة باهي في جنوب الهند وكاتدرائية ميداك. هناك أيضا بعض الوجهات البوذية مثل نيلاكوندابالي ودوليكاتا وبانيغيري وكولانباكا.

### الإعلام
تتكون وسائل الإعلام المطبوعة أساسًا من الصحف باللغتين التيلوغوية والإنجليزية. من الصحف التيلوغوية الرئيسة نافا تلنكانة وساكشي وأندرا جيوثي وإينادو وناماستي تلنكانة، أما الصحف الإنجليزية الرئيسة أفهمها ديكان كرونيكل وتايمز أوف إنديا والهندوسية وتلنكانة اليوم وهانز الهند. من الصحف الأردية البارزة اعتماد ديلي ومنصف ديلي وسياسات ديلي.

## النقل
تتمتع الولاية بربط جيد مع الولايات الأخرى من الطرق والسكك الحديدية والخطوط الجوية. يوجد في الولاية ما مجموعه 16 طريق سريع وطني بطول إجمالي يبلغ 3,550.69 كـم (2,206.30 ميل). شركة النقل البري بولاية تلنكانة (TGSRTC) هي الشركة الرئيسية للنقل العام التي توفر الربط بين جميع المدن والقرى. تعد محطة حافلات المهاتما غاندي (M.G.B.S) في حيدر أباد المحطة المركزية للحافلات بالولاية. تقدم محطة حافلات اليوبيل في سيكوندراباد خدمات الحافلات بين المدن.
تعود بدايات السكك الحديدية في المنطقة إلى عهد نظام حيدر أباد في عام 1874، تدير السكك الحديدية الجنوبية المركزية التي تأسست في عام 1966 الشبكة في الولاية. يقع مكتب المقر الرئيسي لها في المبنى التاريخي Rail Nilayam بمدينة سكندر آباد. وأهم محطتان بالولاية هما سكندراباد وحيدر أباد.

يخدم مطار راجيف غاندي الدولي، الواقع في شامشاباد، مدينة حيدر أباد. يعد هذا المطار الأكبر في الولاية ومن أكثر المطارات ازدحامًا في البلاد. تخطط الحكومة لتحديث مطار وارانجال ومطار نظام أباد ومطار راماغوندام، وتعتزم أيضًا إنشاء مطارات جديدة في راماغوندام وكوثاغوديم.

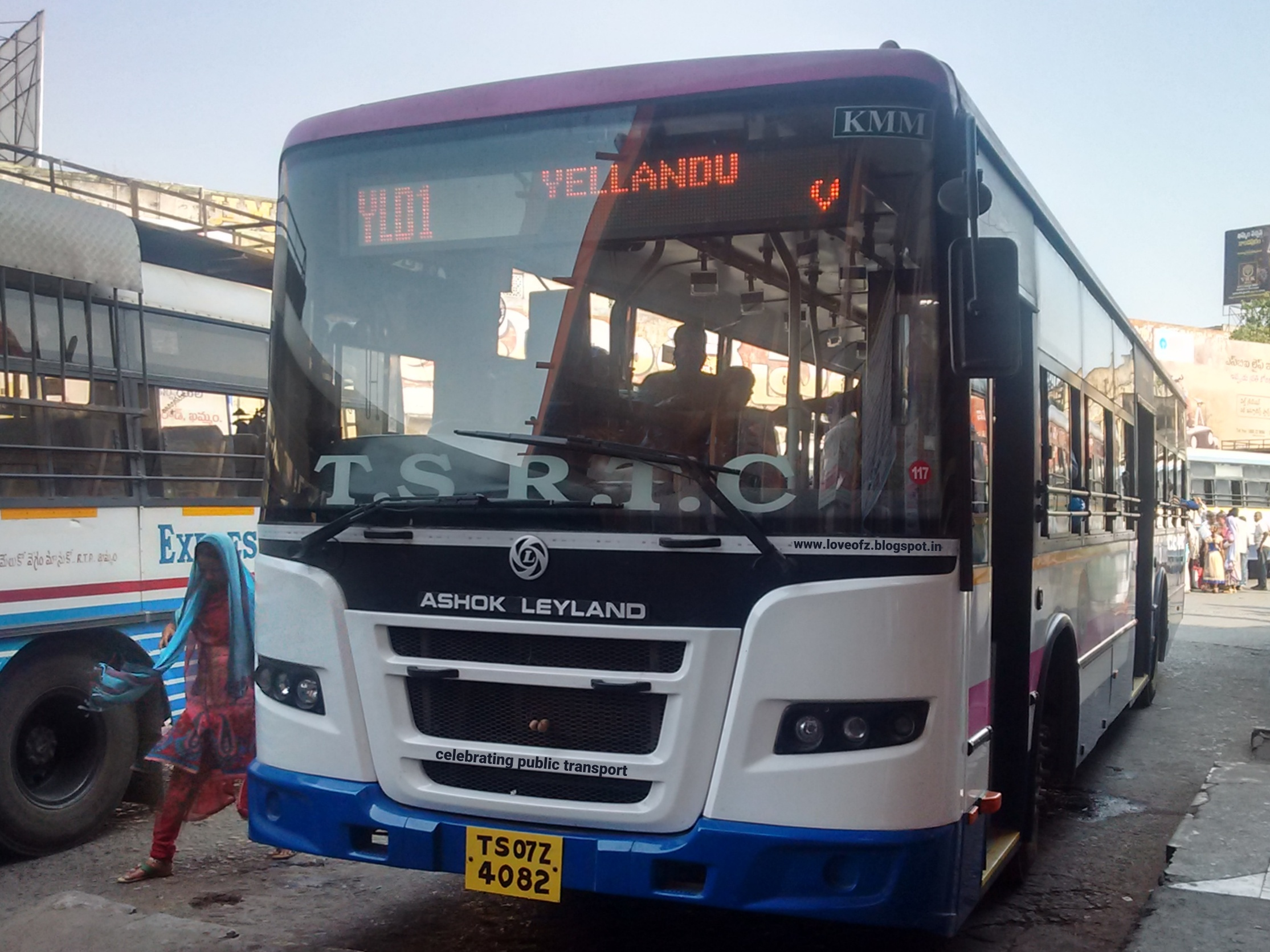
حافلة شركة النقل البري الحكومية بالولاية
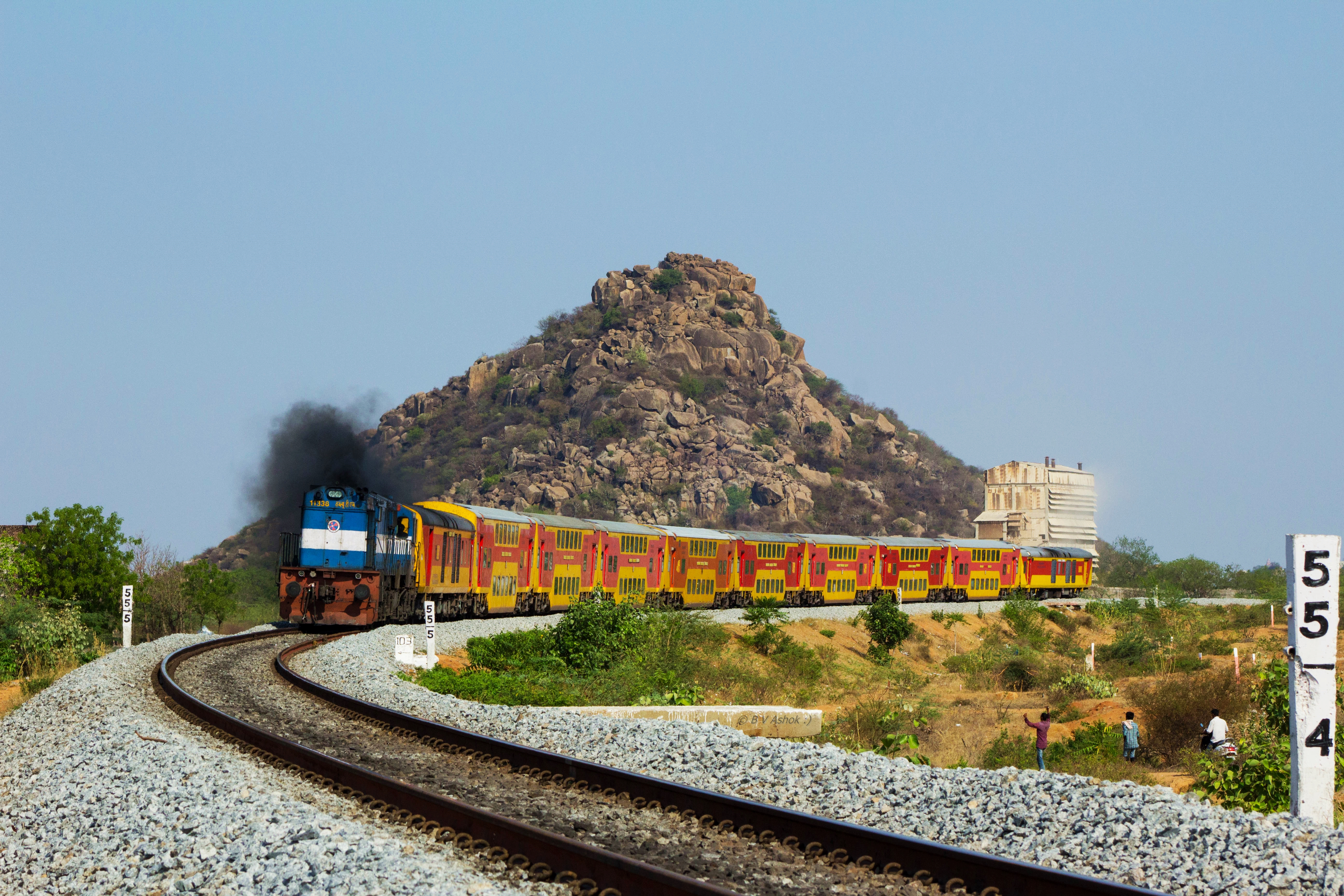
كاشيغودا إيه سي ديكر إكسبريس من منطقة السكك الحديدية الجنوبية الوسطى.
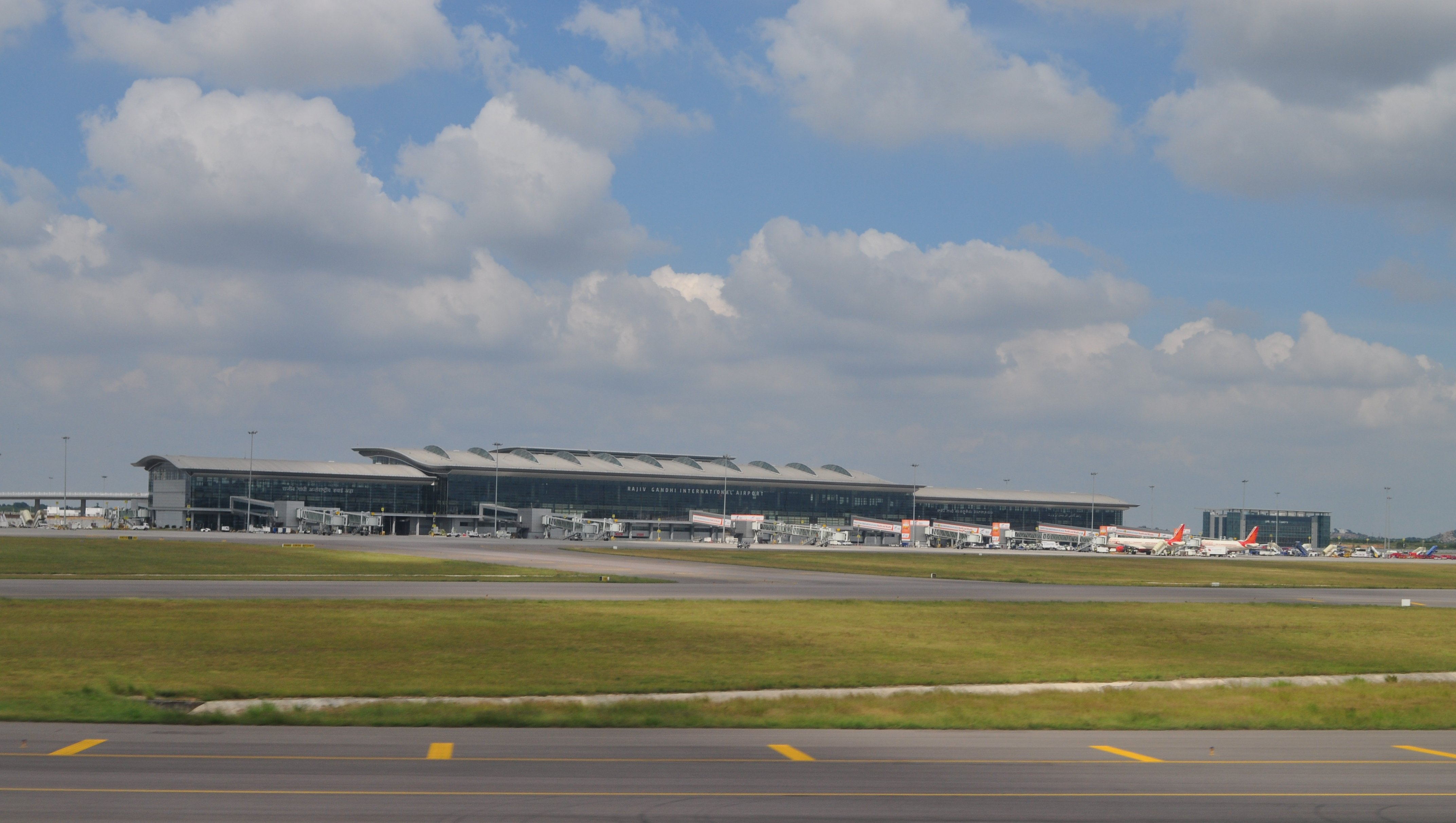
مطار راجيف غاندي الدولي

## الثقافة

### الهندسة المعمارية

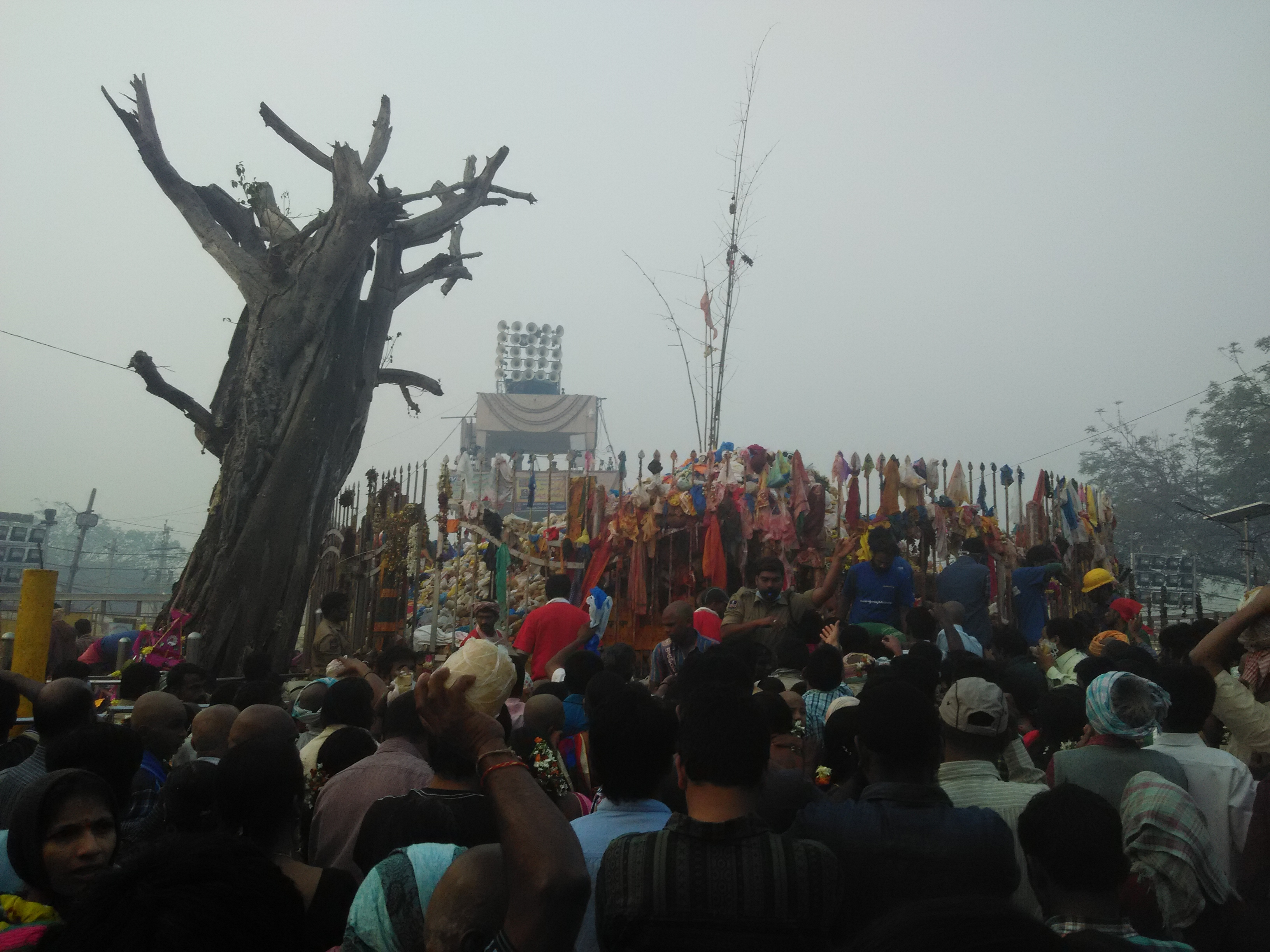
Sammakka Saralamma Jatara هو مهرجان هندوسي شهير في الولاية

تزخر الولاية بحصون العصور الوسطى مثل قلعة بونجير وقلعة خمام وقلعة راشاكوندا. ومن أبرز الحصون قلعة ورنجل التي كانت عاصمة لسلالة كاكاتيا. أصبحت Kakatiya Kala Thoranam الموجودة داخل قلعة ورنجل رمزًا لتلنكانة وتظهر على شعار الولاية. يُعد معبد رامابا أحد مواقع التراث العالمي لليونسكو ويُدرج مجمع القلعة ومعبد الألف عمود في القائمة المؤقتة لمواقع التراث العالمي. أسست سلالة قطب شاهي مدينة حيدر أباد لتصبح عاصمة لها فبنت معالم مثل جهار منار وقلعة جولكوندا ومقابر قطب شاهي في المدينة.

### السينما
سينما التيلوغو (توليود) هي قطاع من السينما الهندية يُنتج الأفلام باللغة التيلغوية ويتمركز في حي فيلم ناجار بحيدر أباد. انتقلت صناعة هذه السينما بشكل كبير من تشيناي إلى حيدر أباد في بداية التسعينيات. وصناعة السينما هذه هي ثاني أكبر صناعات السينما في الهند بعد بوليود. أنتجت أكبر عدد من الأفلام في الهند، متجاوزةً بوليود في أعوام 2005 و2006 و2008. تحمل هذه الصناعة الرقم القياسي العالمي لأكبر منشأة إنتاج أفلام في العالم حسب موسوعة غينيس.

### المطبخ
مطبخ تلنكانة هو مطبخ فريد ولذيذ متأثر بتاريخ المنطقة الغني من ثقافة الدكن والتيلغو. يشتهر المطبخ باستخدامه للتوابل والدخن والروتي. يتميز مطبخ تلنكانة أيضا بمجموعة متنوعة من الأطباق الأخرى مثل البرياني والكباب.

### الفنون
يوجد في تلنكانة أشكالاً فنية أصيلة مثل لوحات شيريال ولوحات نيرمال وفن كاريمناجار سيلفر فيليجري. كما طُور بها أسلوب فارسي فريد للرسم يُعرف بلوحة الدكن في العصور الوسطى. من المتاحف الشهيرة في الولاية متحف سالار جونغ في حيدر أباد أكبر المتاحف في الهند.

## التعليم

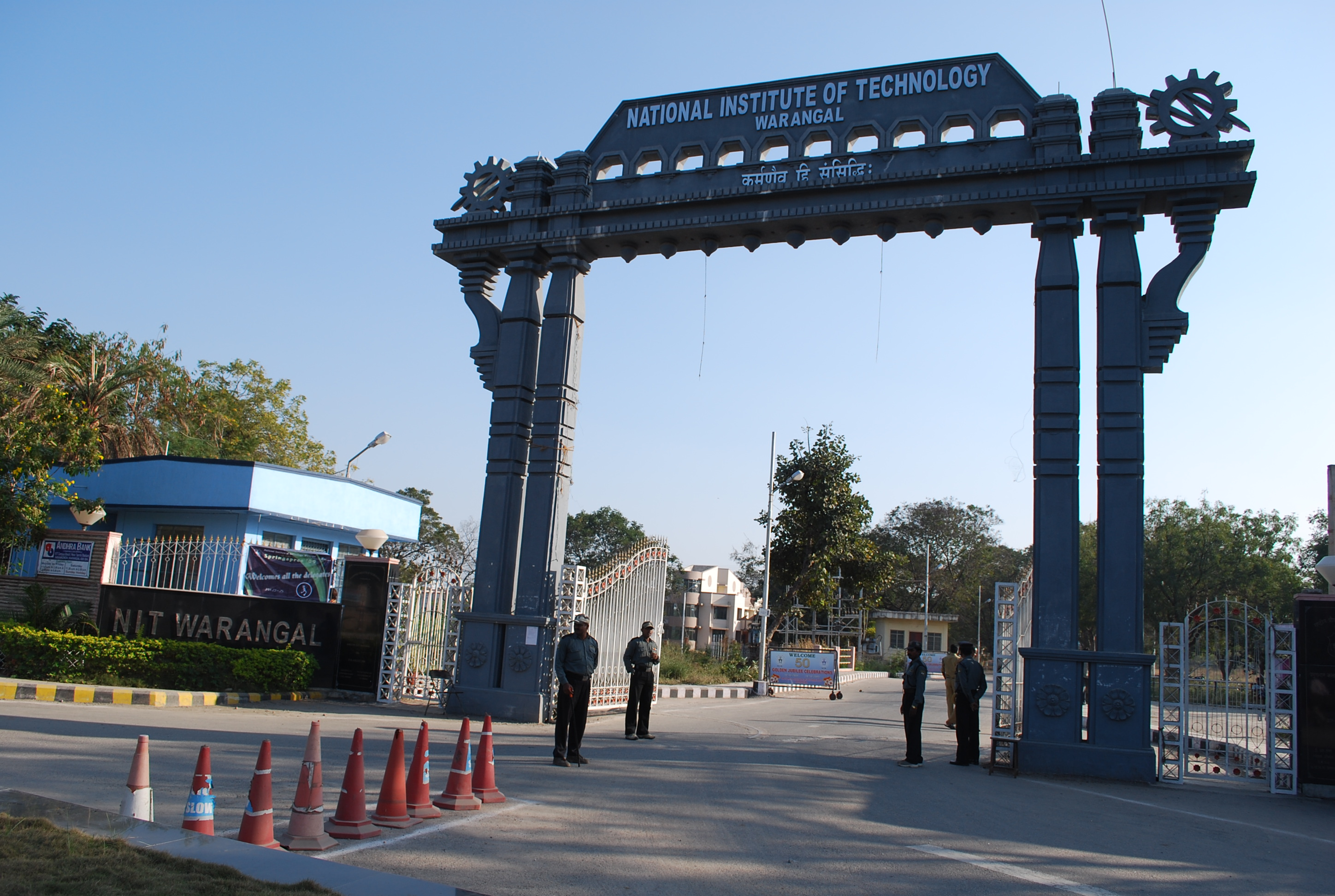
البوابة الرئيسة للمعهد الوطني للتكنولوجيا ورنجل

بلغ معدل القراءة والكتابة في 72.8٪ في تقرير في عام 2019 وهو من بين الأدنى في الهند. تدير حكومة الولاية أو الهيئات الخاصة مدارس الولاية. وتدير الحكومة المركزية بعض المدارس المتخصصة مثل كيندريا فيديالياس وجواهر نافودايا فيديالياس. هناك 41,337 مدرسة في الولاية في عام 2017، تُشكل المدارس الحكومية حوالي 70٪ منها.
يوجد في تلنكانة 27 جامعة منها 3 جامعات مركزية و17 جامعة حكومية وجامعتان معتبرتان و5 جامعات خاصة. أقدم جامعة حديثة بالولاية هي الجامعة العثمانية في حيدر أباد التي تأسست عام 1918 وهي واحدة من أكبر جامعات العالم. تُصنف جامعة حيدر أباد دائما واحدة من أفضل الجامعات في البلاد. ومن المعاهد المتخصصة ذات الأهمية الوطنية في الولاية معهد عموم الهند للعلوم الطبية بيبيناجار والمعهد الهندي للتكنولوجيا حيدر أباد والمعهد الوطني للتكنولوجيا ورنجل.
من بين المؤسسات البارزة الأخرى في الولاية: المدرسة الهندية للأعمال وكلية ICFAI للأعمال في حيدر أباد وجامعة جواهر لال نهرو التكنولوجية بحيدر أباد وجامعة كاكاتيا والمعهد الدولي لتكنولوجيا المعلومات حيدر أباد وجامعة نالسار للقانون وجامعة كالوجي نارايانا راو للعلوم الصحية والمعهد الوطني لتكنولوجيا الأزياء بحيدر أباد ومعهد تصميم وتطوير الأحذية والمعهد الوطني للتعليم والبحوث الصيدلانية بحيدر أباد وجامعة راجيف غاندي لتكنولوجيا المعرفة بباسار.

## للاستزادة
- قالب:Country study (Direct link نسخة محفوظة 7 August 2020 على موقع واي باك مشين..)
- Virendra Kumar (1975). "Committee on Telangana surpluses, 1969 – Report by Justice Bhargava". Committees and commissions in India, 1947–1973. New Delhi: D. K. Publishing House. ج. 9. ص. 175. ISBN:978-8170221975. مؤرشف من الأصل في 2024-03-28. اطلع عليه بتاريخ 2013-12-11.
- Sarojini Regani (1986). Nizam – British Relations 1724–1857. New Delhi: Concept Publishing Company. ISBN:978-8170221951. مؤرشف من الأصل في 2024-03-28. اطلع عليه بتاريخ 2013-12-11.
- Duncan B. Forrester (Spring 1970). "Subregionalism in India: The Case of Telangana". Pacific Affairs. University of British Columbia. ج. 43 ع. 1: 5–21. DOI:10.2307/2753831. JSTOR:2753831.
- Karen Leonard (مايو 1971). "The Hyderabad Political System and its Participants". The Journal of Asian Studies. Association for Asian Studies. ج. 30 ع. 3: 569–582. DOI:10.2307/2052461. JSTOR:2052461. مؤرشف من الأصل في 2020-01-25. اطلع عليه بتاريخ 2019-07-05.
- "ReInventing Telangana – First Steps- Socio Economic Outlook 2105". Planning Department, Govt of Telangana. مؤرشف من الأصل في 2015-10-03. اطلع عليه بتاريخ 2015-09-24.
- Narayan، B. K. (1960). "Agricultural Development in Hyderabad State, 1900–1956: A Study in Economic History". Keshav Prakashan. مؤرشف من الأصل في 2023-03-26. اطلع عليه بتاريخ 2019-07-05.

## روابط خارجية
حكومية
- Official Site of Telangana Government

معلومات عامة
- تلنغانة - GovPubs, جامعة كولورادو بولدر
- Telangana على موسوعة بريتانيكا
- تلنغانة على مشروع الدليل المفتوح
- أطلس ويكيميديا حول Telangana
- معلومات جغرافية متعلقة بتلنغانة على خريطة الشارع المفتوح